# مسجد سنيريا
مسجد سنيريا هومسجد يقع في وسط قرية سنيريا بمحافظة قلقيلية في الضفة الغربية، ويعتبر من أحد المعالم الأثرية والتاريخية في محافظة قلقيلية بفلسطين.

## التاريخ
يعود تاريخ بناء المسجد الى عام 1375، في العهد الإسلامي، أثناء حقبة الدولة المملوكية. ويتكون المسجد من طابقين: الأول يعود للعهد المملوكي، والثاني بناء جديد تم تأسيسه في العهد العثماني. ويقع المسجد على تلة مرتفعة وتحيط به بيوت البلدة القديمة، ويعد أحد أهم المواقع الأثرية والدينية في محافظة قلقيلية.

## الوصف
بني مسجد سنيريا التاريخي على نظام وطراز الفن المعماري الإسلامي، ويحتوي على أقواس وزوايا وعقود وقباب. يوجد على المدخل الرئيسي للمسجد القديم أحجار رسم عليها النجمة الثمانية وشعار الدولة المملوكية.
ويوجد في الجهة الجنوبية من المسجد نافذة صغيرة تؤدي إلى قبور وبقايا آثار قديمة. ويوجد كهف أسفل بناء المسجد.